# Yohei Kurakawa
Yohei Kurakawa (藏川 洋平 Kurakawa Yohei?, nacido el 10 de agosto de 1977 en Yamaguchi) es un futbolista japonés que se desempeña como defensa.

## Trayectoria

### Clubes
| Club                | País  | Año         |
| ------------------- | ----- | ----------- |
| Yokohama F. Marinos | Japón | 2000        |
| FC Horikoshi        | Japón | 2001 - 2005 |
| Kashiwa Reysol      | Japón | 2006 - 2011 |
| Roasso Kumamoto     | Japón | 2012 - 2016 |
| Suzuka Unlimited FC | Japón | 2017 -      |

## Estadística de carrera

### J. League
| Club                | Año   | J. League | J. League | Copa J. League | Copa J. League | Total | Total |
| Club                | Año   | Part.     | Goles     | Part.          | Goles          | Part. | Goles |
| ------------------- | ----- | --------- | --------- | -------------- | -------------- | ----- | ----- |
| Yokohama F. Marinos | 2000  | 0         | 0         | 0              | 0              | 0     | 0     |
| Kashiwa Reysol      | 2006  | 16        | 2         | -              | -              | 16    | 2     |
| Kashiwa Reysol      | 2007  | 28        | 1         | 3              | 1              | 31    | 2     |
| Kashiwa Reysol      | 2008  | 32        | 1         | 5              | 0              | 37    | 1     |
| Kashiwa Reysol      | 2009  | 15        | 0         | 3              | 0              | 18    | 0     |
| Kashiwa Reysol      | 2010  | 15        | 1         | -              | -              | 15    | 1     |
| Kashiwa Reysol      | 2011  | 1         | 0         | 0              | 0              | 1     | 0     |
| Roasso Kumamoto     | 2012  | 34        | 1         | -              | -              | 34    | 1     |
| Roasso Kumamoto     | 2013  | 25        | 0         | -              | -              | 25    | 0     |
| Roasso Kumamoto     | 2014  | 26        | 2         | -              | -              | 26    | 2     |
| Roasso Kumamoto     | 2015  | 25        | 1         | -              | -              | 25    | 1     |
| Roasso Kumamoto     | 2016  | 22        | 1         | -              | -              | 22    | 1     |
| Total               | Total | 239       | 10        | 11             | 1              | 250   | 11    |

## Palmarés

### Títulos nacionales
| Título    | Club           | País  | Año  |
| --------- | -------------- | ----- | ---- |
| J2 League | Kashiwa Reysol | Japón | 2010 |
| J1 League | Kashiwa Reysol | Japón | 2011 |